# ジェームズ・リンジー (第5代バルカレス伯爵)
第5代バルカレス伯爵ジェームズ・リンジー（英語: James Lindsay, 5th Earl of Balcarres、1691年11月14日 – 1768年2月20日）は、イギリスの軍人、スコットランド貴族。

## 生涯
第3代バルカレス伯爵コリン・リンジーと4人目の妻マーガレット・キャンベル（Margaret Campbell、1747年5月没、第2代ラウドン伯爵ジェームズ・キャンベルの娘）の息子として、1691年11月14日に生まれた。
海軍大尉としてイギリス海軍に入隊した。1715年ジャコバイト蜂起では父とともにジャコバイト側で参戦、シェリフミュアの戦いにも参加したが、後に恩赦され、ジェームズ・キャンベルの部下としてロイヤルスコッツグレイズに入隊した。
1736年7月25日に兄アレクサンダーが死去すると、バルカレス伯爵の爵位を継承した。
オーストリア継承戦争では1743年のデッティンゲンの戦いに参戦したが、1745年のフォントノワの戦いでキャンベルが戦死すると引退、以降は領地の管理と文学に専念した。
1768年2月20日にバルカレスで死去、同地で埋葬された。息子アレクサンダーが爵位を継承した。

## 家族
1749年10月24日、エリザベス・ダルリンプル（Elizabeth Dalrymple、1727年12月25日 – 1820年11月20日、サー・ロバート・ダルリンプルの娘）と結婚、8男3女をもうけた。
- アン（英語版）（1750年11月27日 – 1825年5月6日） - 1793年10月31日、アンドリュー・バーナード（Andrew Barnard）と結婚
- アレクサンダー（1752年 – 1825年） - 第6代バルカレス伯爵、法律上の第23代クロフォード伯爵
- マーガレット・ジャネット（1753年2月14日 – 1814年12月1日） - 1770年6月26日、アレクサンダー・フォーディス（英語版）（1789年没）と結婚。1812年9月8日、初代準男爵サー・ジェームズ・ブランド・バージェス（英語版）と再婚
- ロバート（英語版）（1754年 – 1836年） - 1788年11月25日、エリザベス・ディック（Elizabeth Dick、1835年7月4日没、第3代準男爵サー・アレクサンダー・ディック（英語版）の娘）と結婚、子供あり
- コリン（1755年4月5日 – 1796年）
- ジェームズ・ステア（1758年12月16日 – 1783年6月13日） - カッダロールの海戦（英語版）で戦死
- ウィリアム（1785年没）
- チャールズ・ダルリンプル（英語版）（1760年12月15日 – 1846年8月8日） - 1790年1月1日、エリザベス・フーデル（Elizabeth Fudell、1797年2月7日没、トマス・フーデルの娘）と結婚、子供あり。1798年6月2日、キャサリン・エリーザ・カズメイカー（Catherine Eliza Coussmaker、エヴァート・ジョージ・カズメイカーの娘）と再婚、子供あり
- ジョン（1762年3月15日 – 1826年3月6日） - 1800年4月2日、シャーロット・ノース（Charlotte North、1849年10月25日没、第2代ギルフォード伯爵フレデリック・ノースの娘）と結婚
- エリザベス（英語版）（1763年10月11日 – 1858年5月26日） - 1782年7月24日、第3代ハードウィック伯爵フィリップ・ヨークと結婚、子供あり
- ヒュー・プリムローズ（1765年10月30日 – 1844年4月23日） - イギリス東インド会社役員。1799年1月14日、ジェーン・ゴードン（Jane Gordon、1865年5月26日没、ロックヴィル卿アレクサンダー・ゴードン（英語版）の娘）と結婚、子供あり